# Graubrustsittich
Der Graubrustsittich oder Salvadori-Weißohrsittich (Pyrrhura griseipectus) ist eine Papageienart aus der Gattung der Rotschwanzsittiche (Pyrrhura). Er ist in Brasilien heimisch.

## Merkmale
Der Graubrustsittich erreicht eine Größe von 22 bis 23 Zentimetern. Von der Nominatform unterscheidet er sich durch seine stärker gebänderte graue Brust, eine intensivere Weißfärbung der Ohrdecken und die fehlende Blaufärbung der Stirn. Die Flügellänge beträgt 116 bis 127 Millimeter. Bei den Altvögeln ist der Bereich zwischen Stirn und Nacken dunkelbraun mit lederbraunen Flecken und Strähnen. Das Stirnband, die Zügel, die Wangen und der Bereich hinter den Augen ist rötlich-braun. Die Ohrdecken sind weiß. Die Brust ist stumpf grau mit einer weißen und dunkelgrauen Bänderung. Die Hinternackenfedern sind grün mit breiten, blauen Säumen. Die Bauchmitte, ein Flecken auf dem Unterrücken und Oberschwanzdecken sind bräunlich-rot. Der Schwanz ist rötlich-braun. Der Schnabel ist grau-schwarz. Um die bräunlich-orange Iris verläuft ein unbefiederter grau-weißer Augenring. Die Beine sind bräunlich-grau. Die juvenilen Vögel sind stumpfer gefärbt als die Altvögel mit einer weniger ausgeprägten Bänderung an der Brust. Auf dem roten Unterbauchflecken sind vereinzelte grüne Federn zu erkennen. Die Wachshaut und der Augenring sind weiß und weniger gräulich.

## Lebensraum
Der Graubrustsittich bewohnt feuchte Bergwaldenklaven oberhalb 500 Meter im ansonsten halbtrockenen Nordosten Brasiliens. Diese feuchten „Himmelsinseln“ werden örtlich als „Brejos“ bezeichnet. Die Zone der Feuchtwälder geht in eine halbtrockene Laubwaldzone über und schließlich in die trockene Caatinga-Steppe. Die Wälder sind auf das Hochland mit Granit- und Sandböden beschränkt, wo die jährlichen Regenfälle viermal so hoch sind wie im Tiefland.

## Lebensweise
Über die Lebensweise des Graubrustsittich ist nur wenig bekannt. Er ist ein geselliger Vogel, der oft in Gruppen mit bis zu 20 Individuen anzutreffen ist. Im Flug ist er geräuschvoll, beim Fressen in den Baumwipfeln dagegen sehr leise, so dass er nur schwer zu beobachten ist. Die Hauptnahrung besteht aus den Früchten von Inga bahiensis, Byrsonima sp., Syzigium jambolanum, Eryobotria japonica sowie aus den Samen von Croton sp. Die Brutsaison ist von Februar bis Mai. Ein Nest wurde in 8 Meter Höhe in einer Bruthöhle in einem Baum der Hülsenfrüchtlerart Inga bahiensis entdeckt. Das Gelege besteht aus 2 bis 4 Eiern die durchschnittlich 25,1 mm lang, 19,9 mm im Durchmesser und 5,4 g schwer sind.

## Bestand und Gefährdung
Der Graubrustsittich wird von der IUCN in die Kategorie vom Aussterben bedroht (critically endangered) klassifiziert. Während einer Zählaktion der Naturschutzorganisation AQUASIS (Associação de pesquisa e preservação de ecossistemas aquáticos) im Jahre 2007 wurden 80 Exemplare erfasst, die vermutlich eine Gesamtpopulation von weniger als 250 Individuen repräsentieren. Als Hauptgefährdung gelten Lebensraumverlust und die Fänge für den Käfigvogelhandel. Der Graubrustsittich kam ursprünglich in vier Regionen im nordöstlichen Brasilien vor, heute hat vermutlich nur noch eine Population am Baturité-Massiv im Bundesstaat Ceará überlebt. Auch hier scheint er sehr selten zu sein. Die Wälder in den Baturité-Bergen wurden stark gerodet, um Platz für Kaffeeplantagen zu machen. 1996 war nur noch 13 Prozent der bewaldeten Fläche erhalten. Frühere Vorkommen sind von den östlichen Hängen des Serra de Ibiapaba und aus der Umgebung von Quixada und von der Serra Negra in Pernambuco bekannt, wo der Graubrustsittich um das Jahr 1974 noch häufig war. Unbestätigte Sichtungen gab es 1991 in der ökologischen Station von Murici, aber hierbei könnte es sich vermutlich um freigelassene Exemplare gehandelt haben. Eine Suche nach Populationen außerhalb des Baturité-Gebirges in den Jahren 2007 und 2008 blieb ergebnislos.
Seit 2007 fördert die ZGAP, gemeinsam mit dem Chester Zoo und seit 2010 mit der Loro Parque Fundación ein Schutzprojekt, das durch die brasilianische Naturschutzorganisation Aquasis durchgeführt wird. Teil dieses Projektes ist die Vervollständigung der Basisdaten zur Biologie der Art, durch Felduntersuchungen, zu denen auch farbkodierte Beringung und das Sammeln DNA-Proben. Die DNA-Proben können dabei nicht nur für wissenschaftliche Fragestellungen genutzt werden, sondern auch zur Identifizierung von illegalen Fängen. Ebenfalls werden Nistkästen aufgehängt. Durch die Nistkastenaktion sind über 300 zusätzliche Jungvögel ausgeflogen, allein 2015 waren es über 100 Jungvögel. Durch diese Brutunterstützung konnte eine Verdreifachung des Freilandbestandes der Art erreicht werden. Die 2007 verbliebene Restpopulation bestand aus weniger als 100 Individuen. Durch die Schutzmaßnahmen ist die Gesamtpopulation bis 2019 auf insgesamt knapp 1.000 Individuen angewachsen.

## Systematik
Basierend auf einem Käfigvogel unbekannter Herkunft wurde der Graubrustsittich 1900 von Tommaso Salvadori als eigenständige Art beschrieben. Aufgrund der großen Ähnlichkeit mit dem Weißohrsittich betrachtete Carl Eduard Hellmayr das Taxon 1929 hingegen als Unterart. Im Jahr 2000 legte Leo Joseph auf der Grundlage von diagnostischen Unterschieden in Größe und Gefieder dar, dass der Graubrustsittich vom Weißohrsittich abzugliedern sei. 2005 folgte das South American Classification Committee dieser Einschätzung und stufte ihn als eigenständige Art ein. Anhand einer Molekularanalyse aus dem Jahre 2006 zeigte Camila C. Ribas auf, dass die genetischen Unterschiede zwischen dem Graubrustsittich und dem Weißohrsittich zu gering sind, um den Artstatus noch weiter aufrechtzuerhalten. Daraufhin hatte das South American Classification Committee (SACC) im Jahr 2008 beschlossen, den Graubrustsittich wieder als Unterart des Weißohrsittichs zurückzustufen. Nachdem 2009 die Unterschiede zwischen dem Graubrustsittich und dem Weißohrsittich (insbesondere in der Gefiederfärbung und den Lautäußerungen) ausführlich dargelegt wurden, entschied sich das SACC im Jahr 2010 für eine erneute Erhebung in den Artstatus.